# Spin City
Spin City é uma sitcom estadunidense, criado por Gary David Goldberg e Bill Lawrence. A série foi exibida originalmente de 1996 a 2002 no rede de televisão ABC. Foi exibida no Brasil durante 2002 e 2004 através da Rede Globo, no período da madrugada. 
O protagonista da série, originalmente escalado, foi Michael J. Fox, que passou a ser portador do mal de Parkinson. Por isso, ele atou até a 4a. temporada, sendo substituído por Charlie Sheen até o restante da sitcom.

## Elenco
- Michael J. Fox : Mike Flanherty(da 1ª a 4ª Temporada) e Charlie Sheen : Charlie Crawford(da 5ª a 6ª Temporada)
- Heather Locklear : Caitlin Moore
- Richard Kind : Paul Lassiter
- Michael Boatman : Carter Heywood
- Alan Ruck : Stuart Bondek
- Barry Bostwick : Randall M. Winston